# Richard W. Fieldhouse
Richard W. Fieldhouse este un analist militar, autor și jurnalist american specializat în arme nucleare, unul din experții Institutului Internațional de Studiere a Păcii din Stockholm, în original Stockholm International Peace Research Institute, cunoscut de asemenea sub acronimul SIPRI.
Considerat unul dintre cei mai buni cunoscători în domeniul activismului anti-nuclear, deși menține "a low profile", nefiind în atenția imediată a mijloacelor de comunicare, Richard W. Fieldhouse este autor și co-autor a numeroase eseuri, studii, statistici și cărți despre proliferarea nucleară, cursa înarmărilor și arsenalele nucleare.
În timpul celui de-al 106-lea Congress (1999 -2001) al Statelor Unite, Richard W. Fieldhouse a făcut parte dintr-un comitet al Senatului SUA, Comitetul Serviciilor Armate (conform originalului, Committee on Armed Services (SR-228), 224-3871) (vedeți,  GovRecords Arhivat în 2 octombrie 2008, la Wayback Machine.).  Ulterior și actualmente, la nivelul anului 2007 luna decembrie, Fieldhouse a continuat să fie, în calitate de expert nuclear, un membru al Comitetelui Senatului pentru servicii armate (conform originalului, Senate Armed Services Committee, a se vedea aici).